# Дукљанска академија наука и уметности
Дукљанска академија наука и уметности је научно друштво активно у Црној Гори. Име је добило по средњовјековној држави Дукљи. ДАНУ је једна од двије успостављене академије у земљи, а друга је Црногорска академија наука и умјетности (ЦАНУ).
Академију су 1998. године основали научници који су сматрали да је ЦАНУ доминантно под утицајем српског национализма и да је у суштини огранак САНУ, те су уместо тога желели да оснују другу институцију.
ДАНУ додељује следеће награде:
- Награда Свети Владимир Дукљански – додељује се два пута годишње за животно дело
- Награда Летопис попа Дукљанина – додељује се за достигнућа у науци
- Лесендро награда – додељује се за достигнућа у црногорској књижевности
- Његошева награда – додељује се за достигнућа у оквиру Академије и у промоцији црногорске науке и уметности

ДАНУ се наводно 2015. припојио Црногорској академији наука и умјетности.

## Бивши и покојни чланови
- Војислав Никчевић
- Мирко Ковач, књижевник
- Обрен Благојевић, (такође члан ЦАНУ и САНУ, почасни председник)
- др Михајло Кулиш
- Радоје Пајовић, историчар
- Веселин Ага Симовић, инж
- Јеврем Брковић, књижевник